# Turtle Lake (Montana)
Turtle Lake es un lugar designado por el censo ubicado en el condado de Lake en el estado estadounidense de Montana. En el Censo de 2010 tenía una población de 209 habitantes y una densidad poblacional de 122,27 personas por km².

## Geografía
Turtle Lake se encuentra ubicado en las coordenadas 47°40′12″N 114°5′9″O / 47.67000, -114.08583. Según la Oficina del Censo de los Estados Unidos, Turtle Lake tiene una superficie total de 1.71 km², de la cual 1.49 km² corresponden a tierra firme y (12.58%) 0.21 km² es agua.

## Demografía
Según el censo de 2010, había 209 personas residiendo en Turtle Lake. La densidad de población era de 122,27 hab./km². De los 209 habitantes, Turtle Lake estaba compuesto por el 19.14% blancos, el 0% eran afroamericanos, el 71.77% eran amerindios, el 0.96% eran asiáticos, el 0% eran isleños del Pacífico, el 0% eran de otras razas y el 8.13% pertenecían a dos o más razas. Del total de la población el 2.39% eran hispanos o latinos de cualquier raza.